# Torneio Seletivo para a Série B de 1994
O Torneio Seletivo para a Série B de 1994 foi disputado no segundo semestre de 1993. Por causa do acesso de 12 clubes na Série B de 1992, a edição de 1993 foi cancelada. Como 8 clubes cairiam para a segunda divisão em 1994, havia a necessidade de se indicar os outros 16 clubes para a segunda divisão. Não houve campeão.
Apesar dessa competição ter se assemelhado a uma terceira divisão, a CBF não a reconhece como uma edição oficial do Campeonato Brasileiro..
Cada conjunto de estados tinha direito a um determinado número de vagas para a Série B 1994, e a partir disso cada localidade fez o seu regulamento.

## História
A Série B do Campeonato Brasileiro de 1992 contou com 32 clubes dos quais apenas dois seriam rebaixados e apenas dois subiriam. Poucos dias antes do início da competição, a Confederação Brasileira de Futebol mudou o regulamento do torneio de forma que a partir de então 12 clubes teriam acesso ao Campeonato Brasileiro de Futebol de 1993 - Série A. A entidade não definiu nada sobre os remanescentes da competição nem sobre os 7 clubes que viriam do Campeonato Brasileiro de Futebol de 1992 - Série C. A manobra seria para "garantir" o retorno de clubes como Grêmio FBPA e Coritiba. No decorrer da competição, o clube gaúcho, após garantir o acesso, simplesmente abandonou o torneio sem qualquer punição.

### Acessos à Série B cancelados
A Confederação Brasileira de Futebol anunciou em Fevereiro de 1992 que os sete lideres de chave garantiriam o acesso à Série B de 1993, que contaria com 32 clubes participantes. Os sete clubes que conquistaram essas vagas foram: Tuna Luso, Fluminense de Feira, Nacional, Matsubara, Auto Esporte, Operário Ferroviário e Rio Pardo. Com a manobra da CBF, todos perderam suas vagas. O Fluminense de Feira de Santana, vice-campeão da Série C de 1992 sequer disputou esta seletiva.

## Regulamento
Em 1992 a Confederação Brasileira de Futebol resolveu promover 12 clubes da Série B para o Campeonato Brasileiro de  Futebol de 1993 - Série A sem rebaixar nenhum. Mesmo com 20 clubes restantes mais os sete clubes da Série C que haviam obtido o acesso, a Federação achou que estava inviável realizar a competição. Para não deixar a maioria dos clubes sem calendário nacional em 1993, a CBF resolveu realizar o Torneio Seletivo para a Série B de 1994, qualificando assim 16 clubes para se juntar aos 8 rebaixados da primeira divisão de 1993, fechando um total de 24 clubes para a disputa a ser realizada no ano seguinte.
A CBF organizou os clubes regionalmente e deu a cada federação ou conjunto de federações a opção de montar o regulamento que apontaria o clube a ser qualificado. O torneio não teve decisões nem um campeão, por isso é desconsiderada qualquer classificação geral.

## Grupo A
Compuseram o Grupo A 12 clubes do estado de São Paulo que foram divididos em 2 grupos de 6 equipes (A1 e A2). O campeão de cada grupo garante a vaga no Campeonato Brasileiro de Futebol de 1994 - Série B.
| Time             | Cidade                | UF        | Estádio                                          | Capacidade | Em 1992       |
| ---------------- | --------------------- | --------- | ------------------------------------------------ | ---------- | ------------- |
| América-SJRP     | São José do Rio Preto | São Paulo | Estádio Benedito Teixeira(Teixeirão)             | 30.000     | -             |
| Botafogo-RP      | Ribeirão Preto        | São Paulo | Estádio Santa Cruz                               | 29.000     | 19º (Série B) |
| Ferroviária      | Araraquara            | São Paulo | Estádio Doutor Adhemar de Barros(Fonte Luminosa) | 20.000     | -             |
| Internacional-SP | Limeira               | São Paulo | Estádio Major José Levy Sobrinho(Limeirão)       | 30.000     | -             |
| Ituano           | Itu                   | São Paulo | Estádio Municipal Doutor Novelli Junior          | 18.000     | -             |
| Juventus         | São Paulo             | São Paulo | Estádio Conde Rodolfo Crespi                     | 5.000      | 18º (Série B) |
| Marília          | Marília               | São Paulo | Estádio Bento de Abreu Sampaio Vidal             | 15.000     | 26º (Série C) |
| Noroeste         | Bauru                 | São Paulo | Estádio Alfredo de Castilho(Alfredão)            | 18.500     | 23º (Série B) |
| Novorizontino    | Novo Horizonte        | São Paulo | Estádio Doutor Jorge Ismael de Biasi             | 16.000     | -             |
| Ponte Preta      | Campinas              | São Paulo | Estádio Moisés Lucarelli                         | 17.000     | 14º (Série B) |
| São Caetano      | São Caetano do Sul    | São Paulo | Estádio Municipal Anacleto Campanella            | 16.000     | -             |
| Sãocarlense      | São Carlos            | São Paulo | Estádio Luís Augusto de Oliveira                 | 8.000      | -             |

### Grupo A1
| Time | Time          | P  | J  | V | E | D | GP | GC | SG |
| ---- | ------------- | -- | -- | - | - | - | -- | -- | -- |
| 1    | América-SJRP  | 13 | 10 | 5 | 3 | 2 | 14 | 9  | +5 |
| 2    | Novorizontino | 12 | 10 | 6 | 0 | 4 | 16 | 12 | +4 |
| 3    | Noroeste      | 10 | 10 | 4 | 2 | 4 | 8  | 12 | -4 |
| 4    | Marília       | 10 | 10 | 3 | 4 | 3 | 8  | 11 | -3 |
| 5    | Botafogo-RP   | 9  | 10 | 3 | 3 | 4 | 16 | 13 | +3 |
| 6    | Ferroviária   | 6  | 10 | 2 | 2 | 6 | 6  | 11 | -5 |

América está qualificado a disputar a Série B de 1994

### Grupo A2
| Time | Time             | P  | J  | V | E | D | GP | GC | SG  |
| ---- | ---------------- | -- | -- | - | - | - | -- | -- | --- |
| 1    | Ponte Preta      | 15 | 10 | 6 | 3 | 1 | 16 | 9  | +7  |
| 2    | Internacional-SP | 13 | 10 | 5 | 3 | 2 | 12 | 7  | +5  |
| 3    | São Caetano      | 10 | 10 | 3 | 4 | 3 | 10 | 14 | -4  |
| 4    | Juventus         | 10 | 10 | 2 | 6 | 2 | 16 | 10 | +6  |
| 5    | Sãocarlense      | 7  | 10 | 1 | 5 | 4 | 8  | 11 | -3  |
| 6    | Ituano           | 5  | 10 | 1 | 3 | 6 | 6  | 17 | -11 |

Ponte Preta está qualificado a disputar a Série B de 1994

## Grupo B
Compuseram o Grupo B, 4 clubes do estado de Rio de Janeiro que foram alocados em um único grupo onde os dois melhores colocados se qualificam a disputar o Campeonato Brasileiro de Futebol de 1994 - Série B.
| Time      | Cidade                | UF             | Estádio                                               | Capacidade | Em 1992       |
| --------- | --------------------- | -------------- | ----------------------------------------------------- | ---------- | ------------- |
| América   | Rio de Janeiro        | Rio de Janeiro | Estádio Giulite Coutinho                              | 14.000     | -             |
| Americano | Campos dos Goytacazes | Rio de Janeiro | Estádio Godofredo Cruz                                | 12.000     | 26º (Série B) |
| Bangu     | Rio de Janeiro        | Rio de Janeiro | Estádio Proletário Guilherme da Silveira(Moça Bonita) | 10.000     | 24º (Série B) |
| Itaperuna | Itaperuna             | Rio de Janeiro | Estádio Jair Siqueira Bittencourt                     | 8.000      | 25º (Série B) |

| Time | Time       | P | J | V | E | D | GP | GC | SG |
| ---- | ---------- | - | - | - | - | - | -- | -- | -- |
| 1    | Bangu      | 8 | 6 | 2 | 4 | 0 | 8  | 2  | +6 |
| 2    | Americano  | 5 | 4 | 2 | 1 | 1 | 4  | 4  | 0  |
| 3    | América-RJ | 5 | 6 | 2 | 1 | 3 | 5  | 8  | -3 |
| 4    | Itaperuna  | 2 | 4 | 0 | 2 | 2 | 1  | 4  | -3 |

Bangu e Americano estão qualificados a disputar a Série B de 1994

## Grupo C
No Grupo C participaram 9 clubes provenientes dos estados de Santa Catarina, Paraná e Rio Grande do Sul. O primeiro colocado de cada grupo se qualificou a disputar o Triangular Final onde primeiro e segundo colocado foram promovidos o Campeonato Brasileiro de Futebol de 1994 - Série B
| Time                 | Cidade        | UF                | Estádio                                            | Capacidade | Em 1992      |
| -------------------- | ------------- | ----------------- | -------------------------------------------------- | ---------- | ------------ |
| Brasil(FRP)          | Farroupilha   | Rio Grande do Sul | Estádio das Castanheiras                           | 5.000      | -            |
| Figueirense          | Florianópolis | Santa Catarina    | Estádio Orlando Scarpelli                          | 20.000     | -            |
| Joinville            | Joinville     | Santa Catarina    | Estádio Ernesto Schlemm Sobrinho(Ernestão)         | 8.000      | 27º(Série B) |
| Juventude            | Caxias do Sul | Rio Grande do Sul | Estádio Alfredo Jaconi                             | 20.000     | -            |
| Londrina             | Londrina      | Paraná            | Estádio do Café                                    | 30.000     | 21º(Série C) |
| Marcílio Dias        | Itajaí        | Santa Catarina    | Estádio Doutor Hercílio Luz(Gigantão das Avenidas) | 7.000      | -            |
| Matsubara            | Cambará       | Paraná            | Estádio Regional de Cambará                        | 10.000     | 4º(Série C)  |
| Operário Ferroviário | Ponta Grossa  | Paraná            | Estádio Germano Krüger                             | 11.000     | 6º(Série C)  |
| União Bandeirante    | Bandeirantes  | Paraná            | Estádio Comendador Luiz Meneghel                   | 8.000      | -            |

### Grupo C1
| Equipe 1  | J1  | J2  | J3  | Equipe 2    | Total |
| --------- | --- | --- | --- | ----------- | ----- |
| Juventude | 2x1 | 0x1 | 1x0 | Brasil(FRP) | 3x2   |

Juventude Qualificado para o Triangular Final.

### Grupo C2
| Time | Time          | P | J | V | E | D | GP | GC | SG |
| ---- | ------------- | - | - | - | - | - | -- | -- | -- |
| 1    | Figueirense   | 5 | 4 | 2 | 1 | 1 | 8  | 7  | +1 |
| 2    | Joinville     | 4 | 4 | 1 | 2 | 1 | 3  | 3  | 0  |
| 3    | Marcílio Dias | 3 | 4 | 1 | 1 | 2 | 5  | 6  | -1 |

Figueirense Qualificado para o Triangular Final.

### Grupo C3
| Time | Time                 | P | J | V | E | D | GP | GC | SG |
| ---- | -------------------- | - | - | - | - | - | -- | -- | -- |
| 1    | Londrina             | 9 | 6 | 3 | 3 | 0 | 7  | 1  | +6 |
| 2    | Operário Ferroviário | 9 | 6 | 3 | 3 | 0 | 5  | 1  | +4 |
| 3    | União Bandeirante    | 3 | 6 | 1 | 1 | 4 | 2  | 6  | -4 |
| 4    | Matsubara            | 3 | 6 | 0 | 3 | 3 | 1  | 7  | -6 |

Londrina Qualificado para o Triangular Final.

### Triangular Final
| Time | Time        | P | J | V | E | D | GP | GC | SG |
| ---- | ----------- | - | - | - | - | - | -- | -- | -- |
| 1    | Londrina    | 7 | 4 | 3 | 1 | 0 | 9  | 1  | +8 |
| 2    | Juventude   | 4 | 4 | 1 | 2 | 1 | 2  | 2  | 0  |
| 3    | Figueirense | 1 | 4 | 0 | 1 | 3 | 2  | 10 | -8 |

Londrina e Juventude estão qualificados a disputar a Série B de 1994

## Grupo D
No Grupo D participaram equipes do Acre, Amazonas, Mato Grosso e Rondônia. Os quatro estados foram divididos em dois grupos (Acre-Amazonas) e (Mato Grosso-Rondônia), o melhor de cada grupo avançou para a disputa de uma decisiva e o vencedor garantiu vaga no Campeonato Brasileiro de Futebol de 1994 - Série B.
| Time            | Cidade          | UF          | Estádio                                         | Capacidade | Em 1992       |
| --------------- | --------------- | ----------- | ----------------------------------------------- | ---------- | ------------- |
| Ariquemes       | Ariquemes       | Rondônia    | Estádio Gentil Valério(Valerião)                | 5.000      | -             |
| Barra do Garças | Barra do Garças | Mato Grosso | Estádio José Valeriano Costa                    | 5.000      | -             |
| Independência   | Rio Branco      | Acre        | Estádio José de Melo                            | 5.000      | -             |
| Ji-Paraná       | Ji-Paraná       | Rondônia    | Estádio Municipal Antônio Abreu Bianco(Biancão) | 5.000      | 22º (Série C) |
| Nacional        | Manaus          | Amazonas    | Estádio Vivaldo Lima(Vivaldão)                  | 30.000     | 3º (Série C)  |
| Operário-MT     | Várzea Grande   | Mato Grosso | Estádio José Fragelli(Verdão)                   | 40.000     | 32º (Série B) |
| Porto Velho     | Porto Velho     | Rondônia    | Estádio Aluízio Ferreira de Oliveira(Aluizão)   | 7.500      | -             |
| Rio Branco      | Rio Branco      | Acre        | Estádio José de Melo                            | 5.000      | -             |
| Rio Negro       | Manaus          | Amazonas    | Estádio Vivaldo Lima(Vivaldão)                  | 30.000     | 10º (Série C) |

### Grupo D1
| Time | Time          | P | J | V | E | D | GP | GC | SG |
| ---- | ------------- | - | - | - | - | - | -- | -- | -- |
| 1    | Nacional      | 9 | 6 | 4 | 1 | 1 | 8  | 2  | +6 |
| 2    | Rio Negro     | 8 | 6 | 4 | 0 | 2 | 8  | 5  | +3 |
| 3    | Rio Branco    | 5 | 6 | 2 | 1 | 3 | 6  | 7  | -1 |
| 4    | Independência | 2 | 6 | 0 | 2 | 4 | 1  | 9  | -8 |

Nacional vencedor do Grupo D1 disputa a Decisão.

### Grupo D2
| Time | Time            | P  | J | V | E | D | GP | GC | SG  |
| ---- | --------------- | -- | - | - | - | - | -- | -- | --- |
| 1    | Barra do Garças | 11 | 8 | 5 | 1 | 2 | 12 | 4  | +8  |
| 2    | Ariquemes       | 10 | 8 | 4 | 2 | 2 | 9  | 9  | 0   |
| 3    | Operário-MT     | 9  | 8 | 3 | 3 | 2 | 12 | 6  | +6  |
| 4    | Porto Velho     | 5  | 8 | 2 | 1 | 5 | 5  | 15 | -10 |
| 5    | Ji-Paraná       | 5  | 8 | 1 | 3 | 4 | 4  | 8  | -4  |

Barra do Garças vencedor do Grupo D2

### Final
| Data J1                | Data J2               | Equipe 1        | J1  | J2  | Equipe 2 | Total |
| ---------------------- | --------------------- | --------------- | --- | --- | -------- | ----- |
| 28 de Novembro de 1993 | 5 de Dezembro de 1993 | Barra do Garças | 2x0 | 1x1 | Nacional | 3x1   |

Barra do Garças qualificado a disputar a Série B de 1994

## Grupo E
Esse grupo foi composto por clubes do Amapá e Pará com o melhor colocado se qualificando a disputar a Série B de 1994.
| Time          | Cidade   | UF    | Estádio                               | Capacidade | Em 1992       |
| ------------- | -------- | ----- | ------------------------------------- | ---------- | ------------- |
| Bragantino-PA | Bragança | Pará  | Estádio São Benedito                  | 5.000      | -             |
| Macapá        | Macapá   | Amapá | Estádio Milton de Souza Corrêa(Zerão) | 7.000      | 12º (Série C) |
| Tuna Luso     | Belém    | Pará  | Estádio Francisco Vasques(Souza)      | 5.000      | 1º (Série C)  |
| Ypiranga      | Macapá   | Amapá | Estádio Milton de Souza Corrêa(Zerão) | 7.000      | -             |

| Time | Time       | P | J | V | E | D | GP | GC | SG |
| ---- | ---------- | - | - | - | - | - | -- | -- | -- |
| 1    | Tuna Luso  | 8 | 6 | 3 | 2 | 1 | 6  | 3  | +3 |
| 2    | Ypiranga   | 7 | 6 | 2 | 3 | 1 | 8  | 6  | +2 |
| 3    | Macapá     | 6 | 6 | 3 | 0 | 3 | 7  | 7  | 0  |
| 4    | Bragantino | 3 | 6 | 1 | 1 | 4 | 3  | 8  | -5 |

Tuna Luso qualificada a disputar o Série B de 1994

## Grupo F
Esse grupo foi composto por clubes do Maranhão e Piauí. O Grupo foi dividido em dois subgrupos 1 e 2, cada um com equipes de Maranhão e Piauí, os melhores de cada subgrupo disputaram uma final, e o vencedor foi promovido a disputar a Série B de 1994.
| Time           | Cidade     | UF       | Estádio                                            | Capacidade | Em 1992       |
| -------------- | ---------- | -------- | -------------------------------------------------- | ---------- | ------------- |
| 4 de Julho     | Piripiri   | Piauí    | Estádio Ytacoatyara                                | 5.800      | -             |
| Imperatriz     | Imperatriz | Maranhão | Estádio Frei Epifânio D'Abadia                     | 10.000     | -             |
| Moto Club      | São Luís   | Maranhão | Estádio Governador João Castelo(Castelão)          | 40.000     | 9º (Série C)  |
| River          | Teresina   | Piauí    | Estádio Governador Alberto Tavares Silva(Albertão) | 50.000     | -             |
| Sampaio Corrêa | São Luís   | Maranhão | Estádio Governador João Castelo(Castelão)          | 40.000     | 21º (Série C) |
| Picos          | Picos      | Piauí    | Estádio Helvídio Barros(Gigantão da Malva)         | 5.000      | 19º (Série B) |

### Grupo F1
| Time | Time       | P | J | V | E | D | GP | GC | SG |
| ---- | ---------- | - | - | - | - | - | -- | -- | -- |
| 1    | River      | 6 | 4 | 2 | 2 | 0 | 6  | 1  | +5 |
| 2    | 4 de Julho | 4 | 4 | 1 | 2 | 1 | 1  | 1  | 0  |
| 3    | Picos      | 2 | 4 | 1 | 0 | 3 | 2  | 7  | -5 |

River vencedor do Grupo F1-A

### Grupo F2
| Time | Time           | P | J | V | E | D | GP | GC | SG |
| ---- | -------------- | - | - | - | - | - | -- | -- | -- |
| 1    | Moto Club      | 6 | 4 | 2 | 2 | 0 | 5  | 2  | +3 |
| 2    | Sampaio Corrêa | 6 | 4 | 2 | 2 | 0 | 3  | 3  | 0  |
| 3    | Imperatriz     | 0 | 4 | 0 | 0 | 4 | 1  | 4  | -3 |

- O Sampaio Corrêa herdou os pontos do empate contra o Imperatriz, após a exclusão deste da competição.
- Após empate por pontos foi marcado um jogo desempate.

- 4 de Dezembro de 1993 - Moto Club 2x1 Sampaio Corrêa

Moto Club vencedor do Grupo F2

### Final
| Data J1               | Data J2                | Equipe 1  | J1  | J2  | Equipe 2 | Total |
| --------------------- | ---------------------- | --------- | --- | --- | -------- | ----- |
| 8 de Dezembro de 1993 | 12 de Dezembro de 1993 | Moto Club | 2x1 | 0x0 | River    | 2x1   |

Moto Club promovido a Série B de 1994

## Grupo G
Este grupo foi disputado entre clube do Ceará e do Rio Grande do Norte. Os clubes se enfrentaram em turno único, com o melhor colocado se qualificando a disputar a Série B de 1994.
| Time             | Cidade            | UF                  | Estádio                                | Capacidade | Em 1992       |
| ---------------- | ----------------- | ------------------- | -------------------------------------- | ---------- | ------------- |
| ABC              | Natal             | Rio Grande do Norte | Estádio João Machado(Machadão)         | 30.000     | 28º (Série B) |
| América de Natal | Natal             | Rio Grande do Norte | Estádio João Machado(Machadão)         | 30.000     | -             |
| Corintians       | Caicó             | Rio Grande do Norte | Estádio Senador Dinarte Mariz(Marizão) | 7.000      | -             |
| Ferroviário      | Fortaleza         | Ceará               | Estádio Presidente Vargas              | 20.000     | 16º (Série C) |
| Icasa            | Juazeiro do Norte | Ceará               | Estádio Mauro Sampaio(Romeirão)        | 10.000     | -             |

| Time | Time             | P  | J | V | E | D | GP | GC | SG |
| ---- | ---------------- | -- | - | - | - | - | -- | -- | -- |
| 1    | América de Natal | 11 | 8 | 4 | 3 | 1 | 12 | 8  | +4 |
| 2    | Corintians       | 11 | 8 | 4 | 3 | 1 | 7  | 4  | +3 |
| 3    | Icasa            | 7  | 8 | 2 | 3 | 3 | 8  | 10 | -2 |
| 4    | Ferroviário      | 6  | 8 | 1 | 4 | 3 | 9  | 11 | -2 |
| 5    | ABC              | 5  | 8 | 1 | 3 | 4 | 9  | 12 | -3 |

América de Natal qualificado a disputar o Série B de 1994

## Grupo H
Neste grupo participaram 5 clubes (quatro clubes da Paraíba e um clube de Alagoas) em turno e returno, o melhor classificado e qualificou a disputar a Série B de 1994
| Time         | Cidade         | UF      | Estádio                                         | Capacidade | Em 1992       |
| ------------ | -------------- | ------- | ----------------------------------------------- | ---------- | ------------- |
| Auto Esporte | João Pessoa    | Paraíba | Estádio José Américo de Almeida Filho(Almeidão) | 25.000     | 5º (Série C)  |
| Botafogo-PB  | João Pessoa    | Paraíba | Estádio José Américo de Almeida Filho(Almeidão) | 25.000     | -             |
| Campinense   | Campina Grande | Paraíba | Estádio Governador Ernani Sátyro(Amigão)        | 19.000     | 16º (Série B) |
| CRB          | Maceió         | Alagoas | Estádio Rei Pelé                                | 20.000     | 16º (Série C) |
| Treze        | Campina Grande | Paraíba | Estádio Governador Ernani Sátyro(Amigão)        | 19.000     | 29º (Série C) |

| Time | Time         | P  | J | V | E | D | GP | GC | SG |
| ---- | ------------ | -- | - | - | - | - | -- | -- | -- |
| 1    | CRB          | 10 | 8 | 4 | 2 | 2 | 13 | 7  | +6 |
| 2    | Treze        | 10 | 8 | 3 | 4 | 1 | 11 | 9  | +2 |
| 3    | Botafogo-PB  | 8  | 8 | 2 | 4 | 2 | 11 | 10 | +1 |
| 4    | Auto Esporte | 7  | 8 | 1 | 5 | 2 | 6  | 9  | -3 |
| 5    | Campinense   | 5  | 8 | 2 | 1 | 5 | 7  | 13 | -6 |

CRB qualificado a disputar a Série B de 1994.

## Grupo I
Este grupo foi compostos por três clubes do estado de Pernambuco que se enfrentaram em turno e returno com o melhor colocado Qualificado a disputar a Série B de 1994
| Time       | Cidade                 | UF         | Estádio                                                | Capacidade | Em 1992       |
| ---------- | ---------------------- | ---------- | ------------------------------------------------------ | ---------- | ------------- |
| Vitória-PE | Vitória de Santo Antão | Pernambuco | Estádio Municipal Severino Cândido Carneiro(Carneirão) | 10.000     | 11º (Série C) |
| Central    | Caruaru                | Pernambuco | Estádio Luiz José de Lacerda                           | 19.000     | 30º (Série B) |
| Paulistano | Paulista               | Pernambuco | Estádio Ademir Cunha(Cunhão)                           | 12.000     | -             |

| Time | Time       | P | J | V | E | D | GP | GC | SG |
| ---- | ---------- | - | - | - | - | - | -- | -- | -- |
| 1    | Central    | 5 | 4 | 1 | 3 | 0 | 3  | 2  | +1 |
| 2    | Paulistano | 4 | 4 | 1 | 2 | 1 | 3  | 6  | -3 |
| 3    | Vitória    | 3 | 4 | 1 | 1 | 2 | 6  | 4  | +2 |

Central promovido a Série B de 1994

## Grupo J
As quatro equipes (três do Sergipe e uma da Bahia) se enfrentaram em turno e returno. Ao final, o melhor colocado se tornou qualificado a disputar a Série B de 1994
| Time      | Cidade    | UF      | Estádio                                      | Capacidade | Em 1992       |
| --------- | --------- | ------- | -------------------------------------------- | ---------- | ------------- |
| Catuense  | Catu      | Bahia   | Antônio Pena                                 | 8.000      | 19º(Série C)  |
| Confiança | Aracaju   | Sergipe | Estádio Estadual Lourival Baptista(Batistão) | 20.000     | 22º (Série B) |
| Itabaiana | Itabaiana | Sergipe | Estádio Etelvino Mendonça(Mendonção)         | 12.000     | -             |
| Sergipe   | Aracaju   | Sergipe | Estádio Estadual Lourival Baptista(Batistão) | 20.000     | 28º (Série C) |

| Time | Time      | P  | J | V | E | D | GP | GC | SG  |
| ---- | --------- | -- | - | - | - | - | -- | -- | --- |
| 1    | Sergipe   | 12 | 6 | 6 | 0 | 0 | 14 | 3  | +11 |
| 2    | Catuense  | 4  | 6 | 1 | 2 | 3 | 6  | 7  | -1  |
| 3    | Confiança | 4  | 6 | 1 | 2 | 3 | 5  | 11 | -6  |
| 4    | Itabaiana | 4  | 6 | 0 | 4 | 2 | 3  | 7  | -4  |

Sergipe promovido a Série B de 1994

## Grupo L
Quatro equipes, três de Goiás e uma do Tocantins, se enfrentaram em turno e returno, o melhor colocado foi promovido a Série B de 1994.
| Time                | Cidade         | UF        | Estádio                    | Capacidade | Em 1992       |
| ------------------- | -------------- | --------- | -------------------------- | ---------- | ------------- |
| Atlético Goianiense | Goiânia        | Goiás     | Estádio Serra Dourada      | 50.000     | 17º (Série C) |
| Goiatuba            | Goiatuba       | Goiás     | Estádio Divino Garcia Rosa | 15.000     | -             |
| Tocantinópolis      | Tocantinópolis | Tocantins | Estádio João Ribeiro       | 8.000      | -             |
| Vila Nova           | Goiânia        | Goiás     | Estádio Serra Dourada      | 50.000     | -             |

| Time | Time                | P | J | V | E | D | GP | GC | SG |
| ---- | ------------------- | - | - | - | - | - | -- | -- | -- |
| 1    | Goiatuba            | 8 | 6 | 3 | 2 | 1 | 8  | 4  | +4 |
| 2    | Atlético Goianiense | 7 | 6 | 3 | 1 | 2 | 9  | 8  | +1 |
| 3    | Vila Nova           | 5 | 6 | 1 | 3 | 2 | 11 | 8  | +3 |
| 4    | Tocantinópolis      | 4 | 6 | 1 | 2 | 3 | 5  | 13 | -8 |

Goiatuba qualificado a disputar a Série B de 1994

## Grupo M
Os 7 clubes foram divididos em dois subgrupos: Grupo M1 - Mineiro e Grupo M2 - Brasiliense, o melhor de cada grupo disputaram uma Final e o vencedor se qualificou a disputar a Série B de 1994
| Time          | Cidade               | UF                        | Estádio                                  | Capacidade | Em 1992       |
| ------------- | -------------------- | ------------------------- | ---------------------------------------- | ---------- | ------------- |
| Caldense      | Poços de Caldas      | Minas Gerais              | Estádio Doutor Ronaldo Junqueira         | 7.800      | -             |
| Democrata-GV  | Governador Valadares | Minas Gerais              | Estádio José Mammoud Abbas(Mamudão)      | 8.600      | -             |
| Gama          | Gama                 | Distrito Federal (Brasil) | Estádio Walmir Campelo Bezerra(Bezerrão) | 19.500     | -             |
| Guará         | Guará                | Distrito Federal (Brasil) | Estádio Antônio Otoni Filho(CAVE)        | 20.000     | 18º (Série C) |
| Taguatinga    | Taguatinga           | Distrito Federal (Brasil) | Estádio Elmo Serejo Farias(Serejão)      | 27.000     | 31º (Série B) |
| Tiradentes-DF | Ceilândia            | Distrito Federal (Brasil) | Estádio Maria de Lourdes Abadia(Abadião) | 8.000      | 30º (Série C) |
| Valeriodoce   | Itabira              | Minas Gerais              | Estádio Israel Pinheiro                  | 8.500      | -             |

### Grupo M1
| Time | Time         | P | J | V | E | D | GP | GC | SG |
| ---- | ------------ | - | - | - | - | - | -- | -- | -- |
| 1    | Democrata-GV | 6 | 4 | 2 | 2 | 0 | 6  | 2  | +4 |
| 2    | Valeriodoce  | 5 | 4 | 1 | 3 | 0 | 7  | 4  | +3 |
| 3    | Caldense     | 1 | 4 | 0 | 1 | 3 | 2  | 9  | -7 |

Democrata vencedor do grupo M1 avançando à Decisão de Qualificação do Grupo.

### Grupo M2
| Time | Time          | P | J | V | E | D | GP | GC | SG |
| ---- | ------------- | - | - | - | - | - | -- | -- | -- |
| 1    | Tiradentes-DF | 8 | 6 | 3 | 2 | 1 | 7  | 5  | +2 |
| 2    | Taguatinga    | 7 | 6 | 2 | 3 | 1 | 7  | 6  | +1 |
| 3    | Gama          | 6 | 6 | 2 | 2 | 2 | 7  | 6  | +1 |
| 4    | Guará         | 3 | 6 | 0 | 3 | 3 | 1  | 5  | -4 |

Tiradentes-DF vencedor do grupo M2 avançando à Decisão de Qualificação do Grupo.

### Final
| Data J1                | Data J2               | Equipe 1      | J1  | J2  | Equipe 2     | Total |
| ---------------------- | --------------------- | ------------- | --- | --- | ------------ | ----- |
| 28 de Novembro de 1993 | 5 de Dezembro de 1993 | Tiradentes-DF | 0x0 | 0x0 | Democrata-GV | 0x0   |

Tiradentes promovido a Série B de 1994 

## Torneio Ricardo Teixeira
Foi organizado um torneio em 1993 entre clubes do Rio de Janeiro e São Paulo que também deu uma vaga à Série B do ano seguinte. O torneio foi nomeado "Torneio Ricardo Teixeira" e contou com 8 clubes.
| Time                      | Cidade                | UF             | Estádio                                               | Capacidade |
| ------------------------- | --------------------- | -------------- | ----------------------------------------------------- | ---------- |
| América                   | Rio de Janeiro        | Rio de Janeiro | Estádio Giulite Coutinho                              | 14.000     |
| Americano                 | Campos dos Goytacazes | Rio de Janeiro | Estádio Godofredo Cruz                                | 12.000     |
| Bangu                     | Rio de Janeiro        | Rio de Janeiro | Estádio Proletário Guilherme da Silveira(Moça Bonita) | 10.000     |
| Clube Atlético Bragantino | Bragança Paulista     | São Paulo      | Estádio Nabi Abi Chedid(Nabizão)                      | 15.000     |
| Guarani                   | Campinas              | São Paulo      | Estádio Brinco de Ouro da Princesa                    | 29.130     |
| Mogi Mirim                | Mogi Mirim            | São Paulo      | Estádio Vail Chaves                                   | 19.900     |
| Olaria                    | Rio de Janeiro        | Rio de Janeiro | Estádio Antônio Mourão Vieira Filho(Rua Bariri)       | 12.000     |
| União São João            | Araras                | São Paulo      | Estádio Doutor Hermínio Ometto                        | 16.000     |

- Guarani, União São João e Bragantino disputavam a Série A de 1993.

### Grupo 1
| Time | Time      | P | J | V | E | D | GP | GC | SG |
| ---- | --------- | - | - | - | - | - | -- | -- | -- |
| 1    | Bangu     | 8 | 6 | 2 | 4 | 0 | 5  | 3  | +2 |
| 2    | América   | 7 | 6 | 2 | 3 | 1 | 9  | 5  | +4 |
| 3    | Olaria    | 5 | 6 | 1 | 3 | 2 | 5  | 8  | -3 |
| 4    | Americano | 4 | 6 | 1 | 2 | 3 | 2  | 5  | -3 |

Bangu qualificado para disputar a final.

### Grupo 2
| Time | Time           | P | J | V | E | D | GP | GC | SG |
| ---- | -------------- | - | - | - | - | - | -- | -- | -- |
| 1    | Mogi Mirim     | 9 | 6 | 4 | 1 | 1 | 12 | 6  | +6 |
| 2    | Guarani        | 7 | 6 | 3 | 1 | 2 | 9  | 8  | +1 |
| 3    | União São João | 5 | 6 | 2 | 1 | 3 | 9  | 10 | -1 |
| 4    | Bragantino     | 2 | 6 | 0 | 3 | 3 | 6  | 12 | -6 |

Mogi Mirim qualificado a disputar a final.

### Final
| Data J1             | Data J2             | Equipe 1 | J1  | J2  | Equipe 2   | Total |
| ------------------- | ------------------- | -------- | --- | --- | ---------- | ----- |
| 31 de Julho de 1993 | 7 de Agosto de 1993 | Bangu    | 0x1 | 1x3 | Mogi Mirim | 1x4   |

Mogi Mirim campeão do Torneio Ricardo Teixeira e Qualificado a disputar a Série B de 1994.

## Clubes Qualificados
| Clube            | Cidade                | UF                        | Qualificação                                          |
| ---------------- | --------------------- | ------------------------- | ----------------------------------------------------- |
| América-SJRP     | São José do Rio Preto | São Paulo                 | Campeão do Grupo A1                                   |
| Ponte Preta      | Campinas              | São Paulo                 | Campeã do Grupo A2                                    |
| Bangu            | Rio de Janeiro        | Rio de Janeiro            | Campeão do Grupo B                                    |
| Americano        | Campos dos Goytacazes | Rio de Janeiro            | Vice-campeão do Grupo B                               |
| Londrina         | Londrina              | Paraná                    | Campeão do Grupo C                                    |
| Juventude        | Caxias do Sul         | Rio Grande do Sul         | Vice-campeão do Grupo C                               |
| Barra do Garças  | Barra do Garças       | Mato Grosso               | Campeão do Grupo D                                    |
| Tuna Luso        | Belém                 | Pará                      | Campeão do Grupo E                                    |
| Moto Club        | São Luís              | Maranhão                  | Campeão do Grupo F                                    |
| América de Natal | Natal                 | Rio Grande do Norte       | Campeão do Grupo G                                    |
| CRB              | Maceió                | Alagoas                   | Campeão do Grupo H                                    |
| Central          | Caruaru               | Pernambuco                | Campeão do Grupo I                                    |
| Sergipe          | Aracaju               | Sergipe                   | Campeão do Grupo J                                    |
| Goiatuba         | Goiatuba              | Goiás                     | Campeão do Grupo L                                    |
| Tiradentes       | Ceilândia             | Distrito Federal (Brasil) | Campeão do Grupo M                                    |
| Mogi Mirim       | Mogi Mirim            | São Paulo                 | Convidado por ser Campeão do Torneio Ricardo Teixeira |
| Democrata-GV     | Governador Valadares  | Minas Gerais              | Convidado a ocupar vaga aberta*                       |

- Em 1994 a Confederação Brasileira de Futebol puniu o América-MG com suspensão de dois anos. O clube mineiro havia sido rebaixado em 1993 para a Série B e seria um dos participantes. Para completar os 24 participantes foi promovido também o Democrata de Governador Valadares, da mesma federação.